# Concert per a clarinet (Guinjoan)
El concert per a clarinet i orquestra és una composició realitzada per Joan Guinjoan l'any 2003 i estrenada el 16 d'abril de 2004.Va ser dedicat al clarinetista Joan Enric Lluna i interpretat per l'OBC, ell mateix com a solista i dirigit per Ernest Martínez Izquierdo.
L'origen del concert se situa en dues motivacions diferents. La primera va ser en conèixer el clarinetista Joan Enric Lluna a Cadaqués, el qual li va demanar l'obra a partir de l'estrena Pantonal del propi compositor al Festival Internacional de 1998. La segona va ser en 2002, al rebre un encàrrec de l'OBC. Per tant, el compositor va decidir establir un lligam entre les dues motivacions. També, Guinjoan va afegir que "al seu catàleg mancava una obra per completar un tríptic amb Fantasia (1964) i les Tres peces (1969), unes obres creades per al gran clarinetista Juli Panyella, amic i cofundador de Diabolus in musica.
El concert aposta per l'expressivitat natural de l'instrument, combinant l'autonomia del propi amb la fusió del conjunt instrumental, seguint la línia dels concerts anteriorment dedicats al piano, violí, violoncel i guitarra. La voluntat del compositor va ser que el concert fos brillant, tractant l'orquestra amb una distribució repartida.
L'estructura de l'obra consta d'un moviment que dura poc més de vint minuts, i segueix la trajectòria de Verbum (2003), abandonant una preestructuració formal a favor de la intuïció donant pas a una asimetria de les seqüències. El llenguatge passa per diversos graus d'atonalitat, passatges melòdics i incursions pantonals. Comença amb una cadència que té funció de crida. L'orquestra fa molt més que acompanyar al clarinet, s'apropia el material temàtic, i va a parar a un desenvolupament basat en tretze acords generadors que, transportats a graus diferents, determinen les entrades del solista.
Basat en un esquema global de tensió - relaxament - tensió, la secció central és ocupada per un calmo de caràcter preciosista i impressionista, on s'imposa la tímbrica de l'instrument. Finalment, arriba a un risoluto, on deixa veure referències de la primera secció. Llavors, és aquí on s'afermen les insinuacions jazzístiques que imperen l'obra. Hi continua un breu moviment lent, on el clarinet toca un passatge cantable i passa a un vivo final, on es fa al·lusió al freejazz.
La durada és de aproximadament 20 minuts.

## Instrumentació
- Clarinet solista
- 2 Flautes (II també Flautí)
- 2 Oboès
- 2 Clarinets en Si bemoll
- 2 Fagots
- 4 Trompes en Fa
- 2 Trompetes en Do
- 2 Trombons
- Timbales
- Percussió (2 executants): Marimba, vibràfon, glockenspiel, caixa clara, bombó, 4 tom-toms, 2 tambors, 2 timbales criolles, bongos, pandereta, 4 temple-blocks, carraca, 4 plats, cròtals, 4 esquellots, 1 esquellot amb arquet, gong, tam-tam
- Corda